# NGC 5993
NGC 5993 ist eine Balkenspiralgalaxie (und möglicherweise auch ein Quasar) mit aktivem Galaxienkern vom Hubble-Typ SB(r)b im Sternbild Bärenhüter. Sie ist schätzungsweise 433 Millionen Lichtjahre von der Milchstraße entfernt und hat einen Scheibendurchmesser von etwa 155.000 Lj.
Das Objekt wurde am 18. März 1787 von Wilhelm Herschel mit einem 18,7-Zoll-Spiegelteleskop entdeckt, der sie dabei mit „Two. The nf vF, vS, verified with 300 power. The sp discovered with 300 power, eF, S, iF“ beschrieb. Die erstgenannte Galaxie ist NGC 5992.